# Episparis costistriga
Episparis costistriga är en fjärilsart som beskrevs av Walker 1864. Episparis costistriga ingår i släktet Episparis och familjen nattflyn. Inga underarter finns listade i Catalogue of Life.